# Sarcoptes-Räude
Als Sarcoptes-Räude bezeichnet man durch Grabmilben hervorgerufene parasitäre Hauterkrankungen bei Tieren. Sie entsprechen der Krätze des Menschen.

## Formen
Nach befallener Tierart werden unterschieden:
- Sarcoptes-Räude des Hundes
- Sarcoptes-Räude des Pferdes
- Sarcoptes-Räude des Rindes
- Schweineräude (Sarcoptes-Räude des Schweins)
- Fuchsräude (Sarcoptes-Räude des Fuchses)
- Räude der Ratte (Sarcoptes anacanthos)
- Gamsräude (Sarcoptes rupicaprae)